# Vidovice
Vidovice ist ein Dorf in der Gemeinde Orašje in Bosnien und Herzegowina. Es liegt am Ufer des Flusses Save. Den Dokumenten nach existierte das Dorf bereits vor 1687. Es wurde im Jahr 1718 erneuert, und um 1863 zählte es (als Pfarrei) 1691 Einwohner.
Bei der Volkszählung 1991 bezeichneten sich von 2273 Einwohnern 2191 als Kroaten (96,4 %). Heute, nach dem Bosnienkrieg, leben hier etwa 1100 Kroaten. Mindestens genau so viele leben im Ausland, die meisten in Österreich, Deutschland, der Schweiz und Schweden.

## Bevölkerung
| Vidovice                  |                 |                 |                 |
| Jahr                      | 1991            | 1981            | 1971            |
| Kroaten                   | 2.191 (96,39 %) | 2.519 (90,02 %) | 2.407 (91,03 %) |
| Serben                    | 54 (2,37 %)     | 251 (8,97 %)    | 228 (8,62 %)    |
| Bosniaken                 | 3 (0,13 %)      | 2 (0,07 %)      | 1 (0,03 %)      |
| Jugoslawen                | 6 (0,26 %)      | 21 (0,75 %)     | 4 (0,15 %)      |
| Andere und nicht Bekannte | 19 (0,83 %)     | 5 (0,17 %)      | 4 (0,15 %)      |
| Gesamt                    | 2.273           | 2.798           | 2.644           |

## Kriegsfolgen
Als Folge des Dayton-Abkommens wurde Vidovice in die Föderation eingegliedert und man begann mit der Beseitigung der Kriegsschäden. Heute ziert eine neue Kirche das Dorf, da die „Alte Kirche“ (stara crkva) komplett zerstört wurde. An dem Ort, wo sich früher der Kirchturm befand, steht nun ein Kreuz, welches ein spanischer Künstler aus Altmetall anfertigte.

## Religion
In dem Dorf leben fast ausschließlich Katholiken. Jeden 19. eines Monats pilgern die Menschen zum Grab von Šimo Ivkić, welcher in Vidovice als Heiliger verehrt wird, wobei dies vom Vatikan noch nicht bestätigt wurde.
Die Geschichte begann, als Šimo mit offenen Wunden aus der Schule zurückkehrte, da er vom Lehrer geschlagen wurde. Die Wunden entzündeten sich und der Junge war ab da ans Bett gefesselt. Erzbischof Ivan Šarić kam zu ihm ans Bett um ihm zu firmen und die Krankensalbung zu erteilen. Dabei sagte er noch: „Du bist ein lebendiger Heiliger“.
Als Šimo seinen Wunden erlag, wurde er am „Alten Friedhof“ beigesetzt. Ein paar Tage nach der Beerdigung ging seine Mutter, welche massenweise Warzen an den Händen hatte, an sein Grab. Sie wollte das Unkraut vom Grab beseitigen und die alten Kerzen wegschmeißen.
Nach der Arbeit machte sie sich auf den Weg nach Hause. Dann schaute sie auf ihre Hände und merkte, dass alle Warzen weg waren.
Anderes Beispiel:
Ein Junge spürte Schmerzen im Bein. Er und seine Mutter gingen daraufhin zum Arzt. Es stellte sich als eine schwere Krankheit heraus und der Arzt wollte das Bein amputieren.
Die Mutter kehrt mit dem Kind nach Hause und erzählte der Großmutter des Kranken, was der Arzt meinte. Die Großmutter und die Mutter pilgerten fünf Mal am Morgen zum Grab und beteten. Nach fünf Tagen gingen sie beide mit dem Kind zum Arzt und der Arzt konnte seinen Augen nicht trauen, dass das Bein des Jungen vollkommen genesen sei.
Auf seinem Grab befindet sich eine Schale. Dort sammelt sich das Regenwasser, welches dann von den Menschen mit nach Hause genommen wird.

## Veranstaltungen
Jeden 15. Juni findet ein Kirchtag statt. In den Sommerferien (Ende Juli, Anfang August) finden immer Fußballturniere statt.
Es gibt eine Fußballmannschaft, die in der bosnischen Liga mitspielt, sie nennt sich Vidovice-Mladost.
Immer in der Woche um den 19. Juli findet das Internationale Orgelfestival "Vidovačke ljetne večeri mira" statt.

## Kommunikation
Seit kurzem gibt es eine Plattform, auf der sich die Bewohner des Dorfs und alle Interessenten eintragen können, Bekannte und Verwandte wiederfinden und aktiv mitarbeiten können (Forum, Artikel schreiben, Informationen). Die Seite ist (derzeit) nur in kroatischer Sprache verfügbar.

## Söhne und Töchter
- Ilija Janjić (* 1944), römisch-katholischer Geistlicher, emeritierter Bischof von Kotor
- Diana Knežević (Finalistin der Miss Schweiz-Wahl 2008)